# 南山城 (琉球国)
南山城（なんざんじょう）は、現沖縄県糸満市大里にあったグスク。同市の文化財。
別称は、南山城跡、南山グスク、高嶺グスク、島尻大里グスク。

## 概略
南山王国の王城であり、また南山城がある現糸満市には首都が置かれていた。
国王が代々城主を継いだが、1429年に尚巴志により南山王国が滅ぼされ、琉球王国ができると、尚巴志が城主となった。

## 歴史

### 創建
細かい創建年代は分かっていないが、14世紀頃、南山城は南山王によって創建されたとされている。

### 王城
その後、南山王国の王が南山城を王城に用い、南山城がある大里は首都となった。

### 南山王国の滅亡
1429年、尚巴志が南山王国が滅ぼし、琉球王国が建国されると、大里は首都としての機能を失い、南山城は国王が王城として用いることもなくなった。

### 琉球処分
1879年に琉球王国がなくなり、沖縄県が設置されると、元琉球王国あたりは大日本帝国が領有した。

### 沖縄戦
1945年、アメリカ軍が沖縄に上陸すると、南山城がある高嶺村では約1600人が犠牲になり、高嶺村があった現糸満市は激戦地となった。そして、終戦後にアメリカは沖縄県を占領した。

## 交通
車
- 那覇市内からは直線距離でおよそ10kmあり、車で30分ほどで行くことができる。